# Mango (moda)
|  | Per a altres significats, vegeu «Mango (desambiguació)». |

Mango és una multinacional catalana dedicada al disseny, la fabricació i la comercialització de peces de vestir i els seus complements fundada l'any 1984 a Barcelona per Isak Andic (empresari del sector de la moda).
El seu objectiu és ser present a totes les ciutats del món. Actualment disposa de més 2.060 botigues a 104 països diferents.
Mango va començar sent una empresa que confeccionava roba per a dona a nivell local i va inaugurar la seva primera botiga al Passeig de Gràcia de Barcelona l'any 1984. L'expansió va continuar a Espanya (primera botiga a València l'any 1985) i després a l'estranger (dues botigues a Portugal l'any 1992). En els seus inicis, MANGO confeccionava roba exclusivament per a dona, fins que el 2008 va llançar al mercat una línia d'home (H.E. by Mango). Pocs anys després va incorporar una àmplia secció d'accessoris a cada línia de roba, i una altra de talles grans (Violeta by Mango). L'any 2000 va obrir Mangoshop.com, la seva primera botiga online, que actualment comercialitza tota la seva gamma de productes als estats membres de la Unió Europea, així com als EUA, la Xina, al Japó, Canadà, Rússia i Turquia.
La firma compta amb més de 8.600 empleats, 1.850 dels quals treballen a l'Hangar Design Center i a la seu de Palau-solità i Plegamans (Vallès Occidental). Més enllà de les xifres hi ha un equip jove amb una mitjana d'edat al voltant dels 30 anys i format en un 80% per dones.
Actualment, Mango té aproximadament 150 proveïdors: un 50% de la producció és subcontractada a la Xina i un 25% al nord d'Àfrica. Els altres tallers són a Barcelona.
Mango també dona nom a una marca de perfums, fabricada per la companyia catalana de perfumeria i moda Puig.